# Susan Cabot

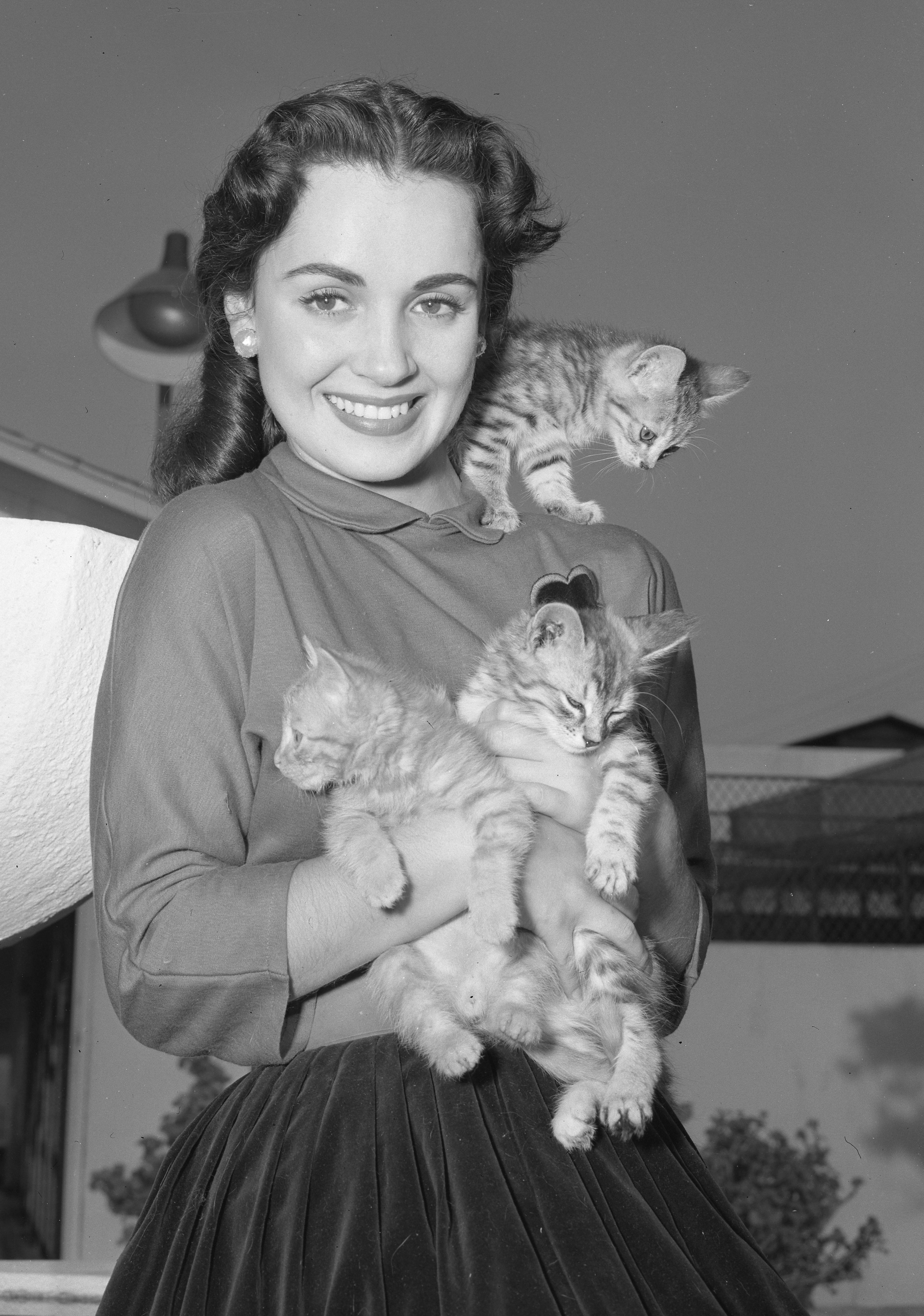
Susan Cabot (um 1950)

Susan Cabot (eigentlich Harriet Shapiro; * 9. Juli 1927 in Boston, Massachusetts; † 10. Dezember 1986 in Encino, Los Angeles, Kalifornien) war eine US-amerikanische Schauspielerin.

## Leben und Karriere
Cabot, Spross einer jüdischen Familie, verbrachte ihre unruhige Kindheit und Jugend in insgesamt acht Pflegeheimen. Zuletzt gelangte sie so nach New York City, wo sie zunächst als Illustratorin arbeitete. Bereits im Alter von 17 Jahren heiratete sie zum ersten Mal.
1947 erhielt sie, nach Gesangs- und Schauspiellehrgängen, ihre ersten Filmrollen und trat bei Fernsehsendern auf, bis sie von Scouts der Columbia Studios entdeckt und unter Vertrag genommen wurde. Nach kurzer Zeit wechselte sie, unzufrieden mit ihren Angeboten, zur Universal. Dort wurde sie in den folgenden Jahren vor allem in B-Western eingesetzt, was sie veranlasste, ihren Vertrag enttäuscht zu lösen.
Zurück in New York spielte sie wieder Theater, bis sie 1957 ins Filmgeschäft zurückkehrte – vor allem in Filmen von Roger Corman, der auch ihren letzten (und bekanntesten) Film inszenierte, Die Wespenfrau (1959).

## Privatleben
Zu dieser Zeit wurde ihr eine Affäre mit König Hussein von Jordanien nachgesagt, die endete, als er von ihrer jüdischen Herkunft erfuhr. 1964 brachte sie, selbst nur 1,57 m groß, einen zwergwüchsigen Sohn zur Welt; 1968 heiratete sie ein zweites Mal, den Schauspieler Michael Roman. Die Ehe ging zu Beginn der 1980er Jahre in die Brüche, nachdem Cabot zunehmend psychische Probleme entwickelt hatte.
Seit 1975 lebte Cabot mit ihrem Sohn in Encino; beide hatten ein überaus enges Verhältnis, das 1986 tragisch endete, als Cabot von ihm mit einer Gewichtheberstange im Schlaf erschlagen wurde. Dieser stellte den Mord zunächst als Überfall dar, wurde jedoch überführt und verurteilt. Zutage kam dabei eine jahrelange Misshandlung mit Wachstumshormonen, die beidseitig zu Psychosen führte.

## Filmografie
- 1947: Der Todeskuß (The Kiss of Death)
- 1950: On the Isle of Samoa
- 1951: Die Diebe von Marschan (The Prince Who Was a Thief)
- 1951: Die Flamme von Arabien (Flame of Araby)
- 1951: Der Tiger (The Enforcer)
- 1951: Tomahawk – Aufstand der Sioux (Tomahawk)
- 1952: Die Schlacht am Apachenpaß (The Battle at Apache Pass)
- 1952: Schüsse in New Mexico (The Duel at Silver Creek)
- 1952: Der Sohn von Ali Baba (Son of Ali Baba)
- 1953: Mündungsfeuer (Gunsmoke)
- 1954: Ritt mit dem Teufel (Ride Clear of Diablo)
- 1957: Aufruhr im Mädchenwohnheim (Sorority Girl)
- 1957: Carnival Rock
- 1957: The Saga of the Viking Women and Their Voyage to the Waters of the Great Sea Serpent
- 1958: Hausboot (Houseboat)
- 1958: Die Letzten der 2. Schwadron (Fort Massacre)
- 1958: Planet der toten Seelen (War of the Satellites)
- 1958: Das Raubtier (Machine-Gun Kelly)
- 1958–59: Have Gun – Will Travel (Fernsehserie, 2 Folgen)
- 1959: Hölle am River Thai (Surrender – Hell!)
- 1959: Die Wespenfrau (The Wasp Woman)
- 1970: Bracken's World (Fernsehserie, 1 Folge)